# Poratia mulegensis
Poratia mulegensis är en mångfotingart som först beskrevs av Chamberlin 1923.  Poratia mulegensis ingår i släktet Poratia och familjen fingerdubbelfotingar. Inga underarter finns listade i Catalogue of Life.